# Niedersächsische Staatstheater Hannover

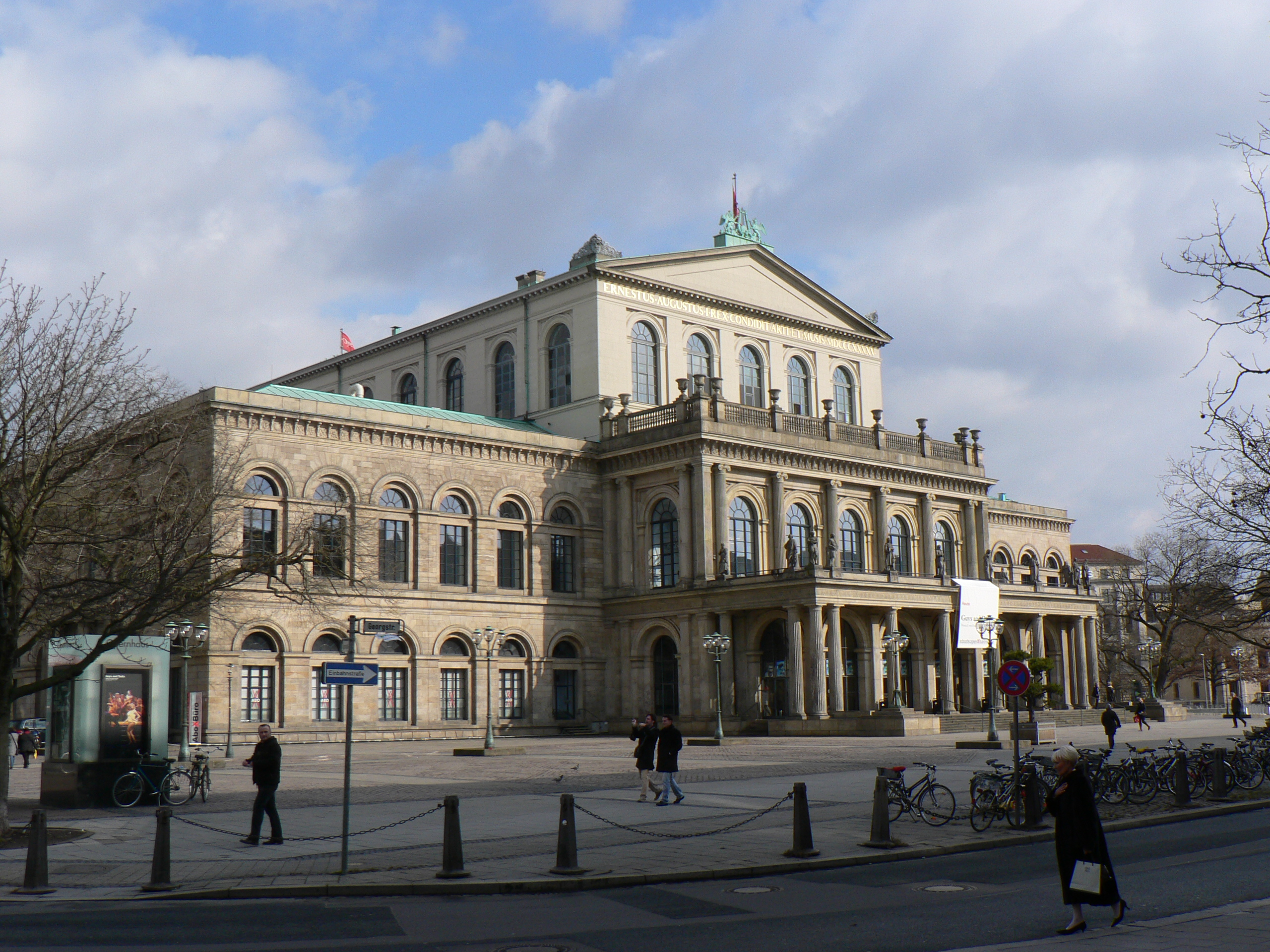
Das Opernhaus auf dem Opernplatz

Die Niedersächsischen Staatstheater Hannover sind ein Mehrspartentheater in Hannover in der Trägerschaft des Landes Niedersachsen. Es besteht heute aus den Sparten Schauspiel Hannover, Staatsoper Hannover, Staatsballett Hannover, Niedersächsisches Staatsorchester Hannover und Theatermuseum Hannover.

## Geschichte
Das Opernhaus wurde 1852 als Königliches Hoftheater eröffnet. Es fanden hier Theater- und Opernaufführungen statt. Zu den ersten Intendanten des Hauses gehörte Julius von Platen. 1918 wurde es in Opern- und Schauspielhaus umbenannt und befand sich in der Hand des preußischen Staates. Zum 1. Januar 1921 wurde es in die Trägerschaft der Stadt Hannover übergeben.

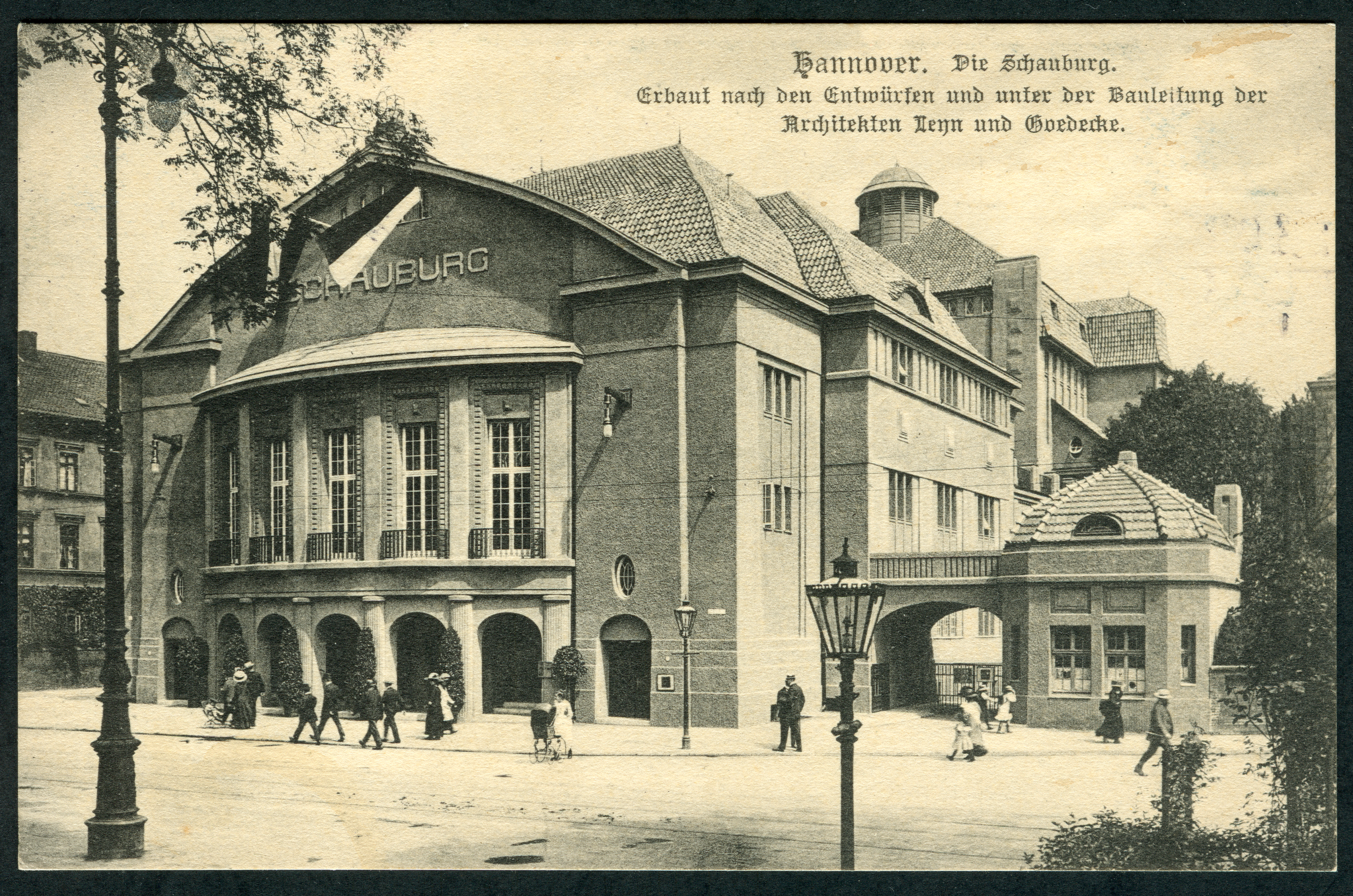
Die 1925 von der Stadt Hannover übernommene Schauburg, um 1912

1925 übernahm die Stadt das bis dahin private Schauburg-Theater in der Hildesheimer Straße und verlegte das Schauspiel dorthin. Beide Häuser nannten sich nunmehr Städtische Bühnen Hannover. Von 1926 bis 1931 und von 1954 bis 1970 war Yvonne Georgi Ballettmeisterin der Städtischen Bühnen, zu ihren bevorzugten Partnern gehörte Harald Kreutzberg. Beide Spielstätten wurden durch die Luftangriffe auf Hannover im Zweiten Weltkrieg zerstört. 1947 begannen die Brüder Hanns Lothar und Günther Neutze ihre Karrieren bei den Städtischen Bühnen.
Das Opernhaus wurde 1950 wiedereröffnet. Das Land Niedersachsen beteiligte sich nunmehr an der Finanzierung, und die Städtischen Bühnen erhielten den neuen Namen Landestheater Hannover. Dieses wurde 1970 wiederum in Niedersächsische Staatstheater umbenannt. Die Finanzierung der Staatstheater durch das Land wurde schrittweise bis 1992 auf 100 Prozent erhöht.
Während Oper und Ballett wieder ein eigenes Haus hatten, musste sich das Schauspiel jahrzehntelang mit Provisorien begnügen. Es spielte im Ballhof, Opernhaus und im Theater am Aegi, bis 1992 in der Prinzenstraße das neue Schauspielhaus eröffnet wurde.
2007 wurde das Junge Schauspiel Hannover als Teil der Staatstheater gegründet.
Die Staatsoper Hannover gewann 2020 den internationalen Oper!-Preis als „Opernhaus des Jahres“.

## Sparten
- Die Sparten Oper, Ballett und Orchester bespielen das Opernhaus sowie den „Ballhof Eins“ und „Ballhof Zwei“.
- Die Sparte Schauspiel hat folgende Spielstätten: Schauspielhaus, „Ballhof Eins“, „Ballhof Zwei“ und Cumberlandsche Galerie und Bühne
- Die Bühnenwerkstätten für alle Häuser befinden sich in der Südstadt in der Nähe der Stadtbibliothek. Im Schauspielhaus befindet sich das Theatermuseum Hannover.

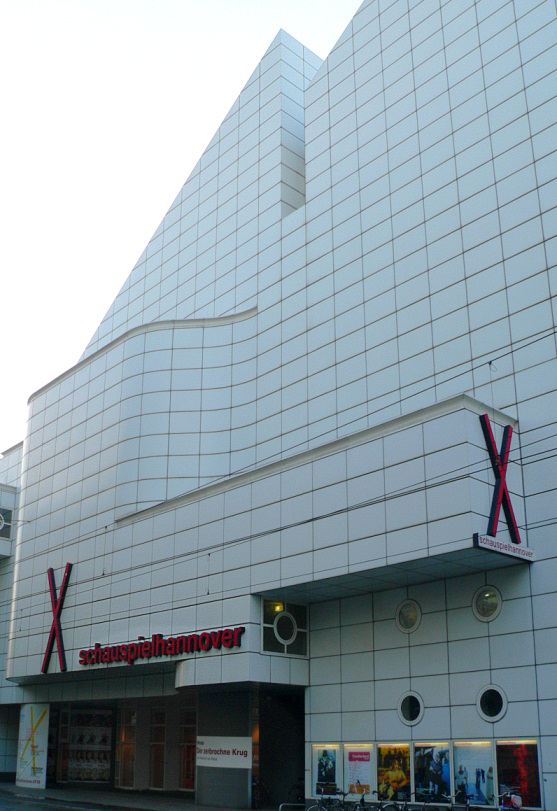
Schauspielhaus
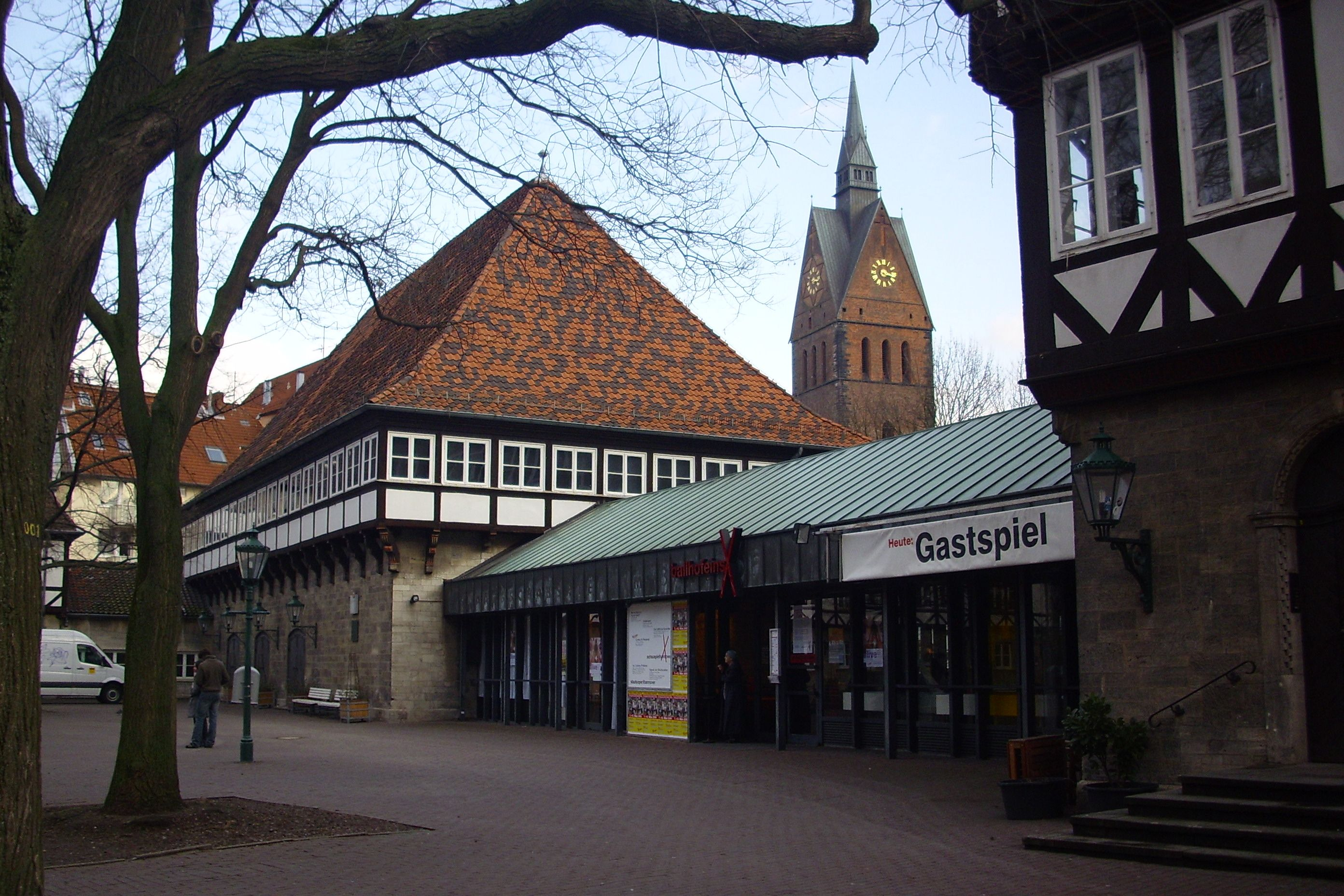
Ballhof Eins
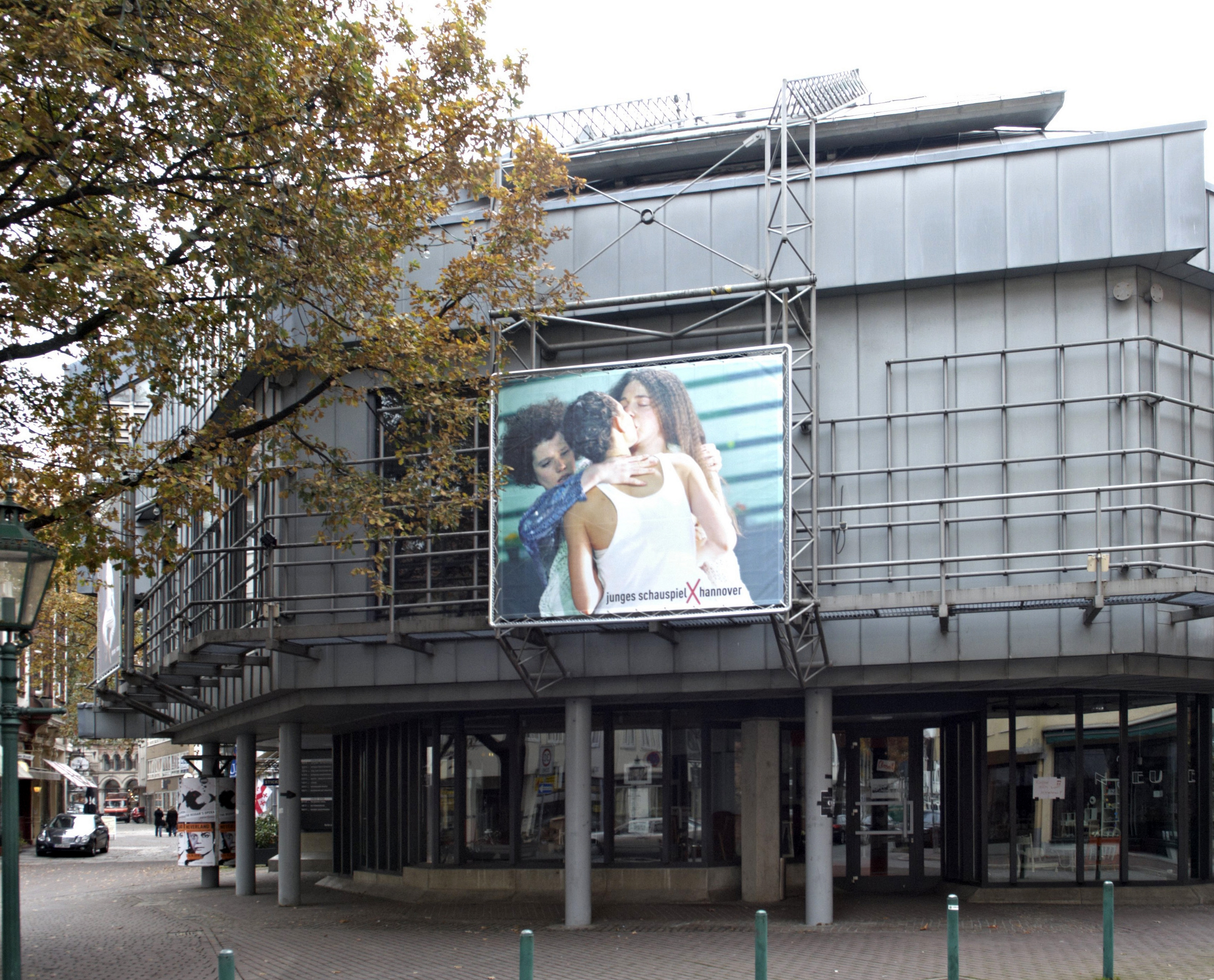
Ballhof Zwei
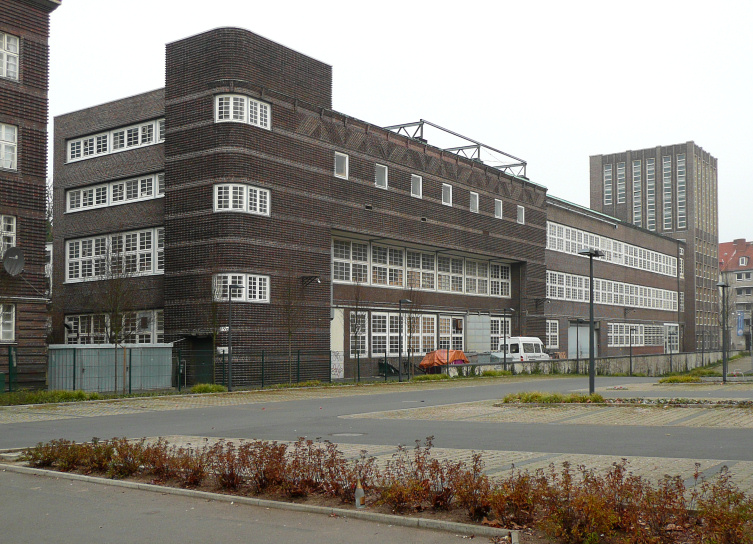
Bühnenwerkstätten der Staatstheater